# Чочара
«Чочара» (итал. La Ciociara, дословно — Женщина из Чочара) — военная драма режиссёра Витторио Де Сика с Софи Лорен в главной роли, вышедшая на экраны в 1960 году. Фильм является экранизацией одноимённого романа Альберто Моравиа. Софи Лорен была удостоена премии «Оскар» за лучшую женскую роль, став первой актрисой, получившей эту премию за фильм не на английском языке.

## Сюжет
Фильм повествует о двух женщинах в годы Второй мировой войны в Италии: Чезире, овдовевшей римской лавочнице, и её дочери Розетте, религиозной 13-летней девушке.
Чтобы избавить дочь от постоянного страха перед непрекращающимися бомбардировками англо-американской авиации, Чезира решает уехать с ней в местечко Валлекорса в Чочарии к югу от столицы, где она родилась и выросла. Там они останавливаются у родственников и дожидаются окончания войны. Всё это время им приходится бороться с голодом и постоянным страхом перед немецкой оккупацией. Там же Чезира и Розетта знакомятся с Микеле, интеллигентным молодым человеком с коммунистическими взглядами, с которым у них начинаются хорошие дружеские отношения. Микеле влюбляется в Чезиру, но она не отвечает ему взаимностью, так как её волнует исключительно судьба дочери и собственное выживание, а на нового поклонника у неё просто нет сил. Однажды в их поселение приходит небольшой отряд немцев, которые отступают под натиском войск противника. Они забирают Микеле с собой в качестве проводника. Проходит время, но Микеле так и не приходит назад. Чезира и Розетта решают вернуться в освобождённый к тому времени Рим, но по дороге домой случается трагедия — в церкви одного небольшого городка, где они решили отдохнуть, на них напала группа марокканских солдат (гумьеров) из состава войск Антигитлеровской коалиции, обеих беженок изнасиловали. У Розетты после всего пережитого случается глубокая депрессия: она выглядит безразличной ко всему, начинает встречаться с первым попавшимся и принимает от него в подарок за близость дорогие чулки… Чезира также глубоко потрясена случившимся, она шокирована переменами в своей восприимчивой и глубоко нравственной дочери. Попытки матери донести до Розетты недопустимость происходящего приводит лишь к большой ссоре. Но в итоге их сближает общее горе — они узнают, что Микеле был расстрелян немцами.

## В ролях
- Софи Лорен — Чезира
- Жан-Поль Бельмондо — Микеле ди Либеро
- Элеонора Браун — Розетта
- Карло Нинки — Филиппо, отец Микеле
- Эмма Бэрон — Мария
- Раф Валлоне — Джованни
- Ренато Сальватори — Флориндо
- Андреа Кекки — фашист
- Курт Лоуэнс — немецкий офицер зенитной батареи (впервые на широком экране)

## Награды и номинации
- 1961 — приз лучшей актрисе на Каннском кинофестивале (Софи Лорен).
- 1961 — премия «Давид ди Донателло» за лучшую женскую роль (Софи Лорен).
- 1961 — премия «Серебряная лента» за лучшую женскую роль (Софи Лорен).
- 1961 — попадание в список лучших иностранных фильмов года по версии Национального совета кинокритиков США.
- 1961 — премия Нью-Йоркского общества кинокритиков за лучшую женскую роль (Софи Лорен).
- 1962 — премия «Оскар» за лучшую женскую роль (Софи Лорен).
- 1962 — премия «Золотой глобус» за лучший фильм на иностранном языке.
- 1962 — премия BAFTA лучшей зарубежной актрисе (Софи Лорен).
- 1962 — премия «Голубая лента» за лучший фильм на иностранном языке.